# Kostel Nalezení svatého Kříže (Jamné)
Kostel Nalezení svatého Kříže se nachází v Jamném, v okrese Jihlava. Od roku 1972 je chráněn jako kulturní památka. Jde o farní kostel farnosti Jamné u Jihlavy.
Kostel stojí na místě bývalého gotického kostela zbořeného po požáru. Ten současný byl postaven v letech 1727–1747 a byl téměř zničen při dalším požáru v roce 1760, jeho obnova se pak protáhla až do roku 1784.
Jde o jednolodní stavbu s věží a barokní výzdobou s odsazeným kněžištěm. K jeho bokům přiléhají útvary sakristie a depozitáře s oratořemi v patře. Východní průčelí je hladké, boční fasády v příčné ose lodi dělí příčné pilastry Značně protáhlá okna jsou završena odsazeným záklenkem. V západní části lodi se nachází hudební kruchta, podklenutá plackami mezi pasy, nesenými hranolovými pilíři.
Barevné vitráže v oknech pochází z roku 1894. Nejcennější předměty, křtitelnice, ciborium a věčné světlo pochází ještě od Hynka Brtnického a jeho manželky, tedy přibližně z konce 16. století.